# Пукон
Пукон (ісп. Pucón) — місто в Чилі. Адміністративний центр однойменної комуни. Населення — 13 750 осіб (2002). Місто і комуна входить до складу провінції Каутин і регіону Арауканія.
Територія комуни — 1248,5 км². Чисельність населення - 26 953 осіб (2007). Щільність населення - 21,59 чол./км².

## Розташування
Місто розташоване на південно-східному узбережжі озера Вільяррика за 81 км на південний схід від адміністративного центру області міста Темуко.
Комуна межує:
- на півночі - з комуною Кунко
- на сході — з комуною Курареуе
- на півдні - з комуною Пангіпульї
- на заході — з комуною Вільяррика

## Демографія
Згідно з даними, зібраними в ході перепису Національним інститутом статистики, населення комуни становить 26 953 особи, з яких 13 755 чоловіків і 13 198 жінок.
Населення комуни становить 2,88% від загальної чисельності населення регіону Арауканія. 43,08% відноситься до сільського населення і 56,92% - міське населення.